# Ekmek kadayıfı

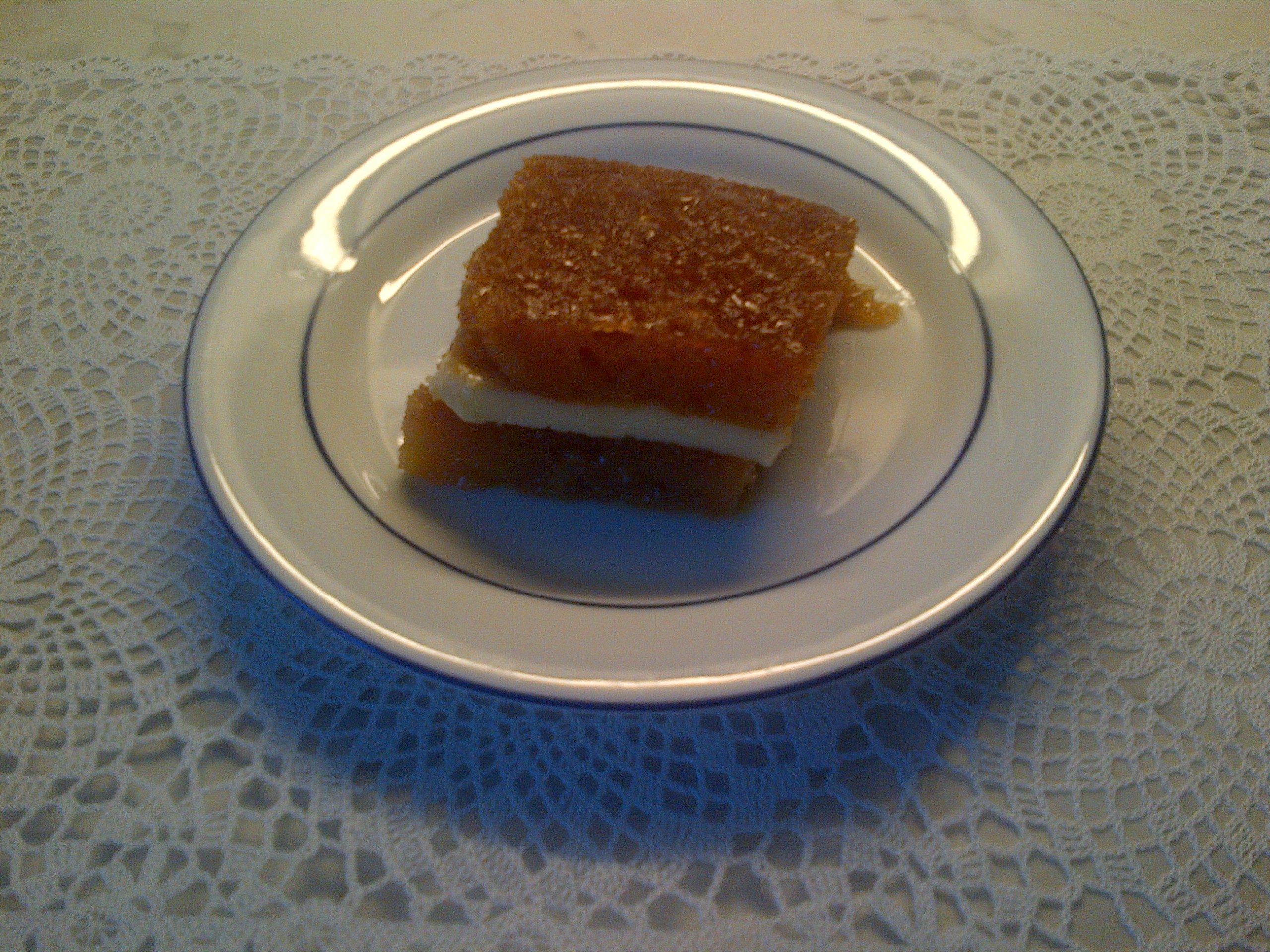
Ekmek kadayıfı amb "kaymak".

Ekmek kadayıfı són unes postres de massa i xarop de la cuina turca desenvolupades a les cuines del palau otomà de Topkapı. Malgrat el seu nom, no tenen res a veure amb el kadaif, unes altres postres. Antigament es deien Saray ekmeği o Pa de palau.

## Consum i tradicions

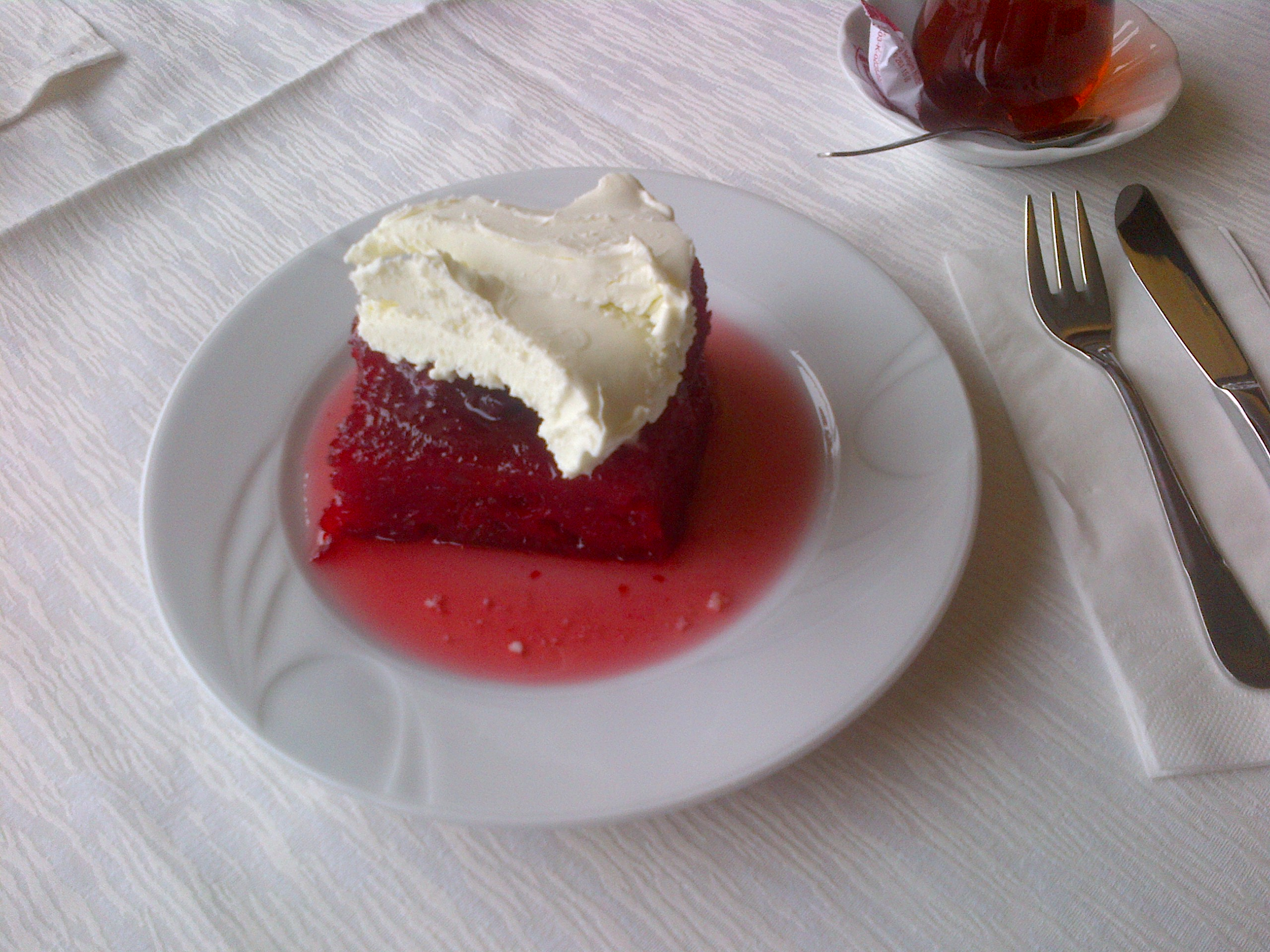
Ekmek kadayıfı al xarop de guindes i amb guindes panses, de la cuina turca moderna, amb kaymak.

Aquestes postres gairebé sempre es consumeixen amb kaymak. Darrerament els cuiners turcs han gosat introduir novetats amb aquestes postres tradicionals i en comptes de xarop de sucre s'ha introduït l'ús de xarops de fruites, entre els quals el de guindes (vegeu imatge.)